# Pain, Amour et Andalousie
Série Pain, Amour etc.
Pain, amour, ainsi soit-il
(1955) Tuppe tuppe, Marescià! (it)
(1958)
Pour plus de détails, voir Fiche technique et Distribution.
Pain, Amour et Andalousie (Pan, amor y... Andalucía) est une comédie romantique et musicale italo-espagnole de Javier Setó et sorti en 1958. 
Quatrième épisode de la série Pain, Amour, etc., après Pain, Amour et Fantaisie et Pain, Amour et Jalousie de Luigi Comencini et Pain, amour, ainsi soit-il de Dino Risi.

## Synopsis
Antonio Carotenuto, commandant de la police municipale de Sorrente en Italie, est également le chef d'orchestre de la ville. Malgré les préparatifs de mariage de Donna Violante, Antonio participe avec toute la fanfare à un festival international à Séville en Espagne. Peppino, un membre de la bande, est chargé par Don Matteo de surveiller son frère Antonio afin qu'il n'ait pas d'ennuis avec une autre femme. La victime des attentions d'Antonio est Carmen, une chanteuse et danseuse de copla andalouse, qui lui rappelle un amour de jeunesse. La jeune fille a cependant un amant, Paco, un jeune étudiant universitaire, fils de l'organisateur du festival qui ne voit pas d'un bon œil qu'une artiste devienne sa belle-fille. Il trouve également une fiancée, Dolorès, alors qu'il est déjà promis à Violante, mais pour éviter de l'épouser, il prétend s'être fait moine. Dolorès découvre le piège en oubliant son éventail au couvent et, ne trouvant plus Antonio, décide de se rendre à Sorrente où Violante l'attend également. Afin d'éviter d'épouser Violante ou Dolorès, Antonio décide de ne pas descendre du paquebot et de partir faire le tour du monde.

## Fiche technique
- Titre français : Pain, Amour et Andalousie ou Pain, Amour, Andalousie[2]
- Titre original espagnol : Pan, amor y... Andalucía[3]
- Titre italien : Pane, amore e Andalusia[4]
- Réalisation : Javier Setó
- Scénario : Ettore Maria Margadonna, Luciana Corda, Sandro Continenza
- Dialogues : Antonio Quintero, Jesús María de Arozamena
- Photographie : Antonio L. Ballesteros
- Montage : Antonio Ramírez de Loaysa
- Musique : Vittorio De Sica, Alessandro Cicognini
- Décors : Luis Pérez Espinosa
- Costumes : Joaquín Esparza supervisé par Humberto Cornejo
- Production : Vittorio De Sica, Benito Perojo
- Sociétés de production : Producciones Benito Perojo, Produzione Films Vittorio De Sica, Trevi Cinematografica
- Pays de production :  Espagne -  Italie
- Durée : 85 minutes
- Genre : Comédie romantique et musicale
- Format : Couleur (Eastmancolor) - Son mono - 35 mm
- Dates de sortie : 
  - Italie : 4 décembre 1958
  - Espagne : 29 mars 1959 (Madrid) ; 25 septembre 1959 (Barcelone)
  - France : 6 juillet 1960

## Distribution
- Vittorio De Sica : le cavalier Antonio Carotenuto
- Carmen Sevilla : Carmen
- Peppino De Filippo : Peppino
- Lea Padovani : Violante
- Columba Domínguez : Dolores
- Mario Carotenuto : Don Matteo
- Vicente Parra : Paco
- Dolores Palumbo : Mariannina
- José Nieto : Don Pablo Ramirez
- Pastora Imperio : professeur de danse
- Josefina Serratosa : tante de Carmen
- Antonio Ruiz Soler : danseur

## Production
Le film est une coproduction italo-espagnole, a été produit par Producciones Benito Perojo, Produzione Films Vittorio De Sica et Trevi Cinematografica.

### Lieux de tournage
La fanfare municipale de Sorrente, qui se rend en Espagne, répète sur la Plaza de Toros de Séville. La manifestation se déroule plutôt sur la célèbre Plaza de España, également à Séville.